# Симпсоны (сезон 3)
Третий сезон мультсериала «Симпсоны» был показан на телеканале Fox в период с 19 сентября 1991 по 27 августа 1992 года.

## Список серий
| № общий | № в сезоне | Название                                                       | Режиссёр                 | Автор сценария                                                                  | Дата премьеры    | Произв. код | Зрители в США (млн) |
| --- | ---------- | -------------------------------------------------------------- | ------------------------ | ------------------------------------------------------------------------------- | ---------------- | ----------- | ------------------- |
| 36 | 1          | «Папа совершенно бредит» «Stark Raving Dad»                    | Рич Мур                  | Эл Джин и Майк Рейсс                                                            | 19 сентября 1991 | 7F24        | 22,9                |
| Барт положил свою красную бейсболку в стиральную машину, где Мардж стирала рубашки Гомера. В результате все рубашки окрасились в розовый цвет. Когда Гомер пришел на работу в розовой рубашке, коллеги приняли его за психбольного… Приглашённые звёзды: Майкл Джексон (под псевдонимом Джон Джей Смит) и Кипп Леннон |            |                                                                |                          |                                                                                 |                  |             |                     |
| 37 | 2          | «Лиза едет в Вашингтон» «Mr. Lisa Goes to Washington»          | Уэсли Арчер              | Джордж Мейер                                                                    | 26 сентября 1991 | 8F01        | 20,2                |
| Лиза участвует в конкурсе эссе и выигрывает поездку в Вашингтон. Там её вера в демократию рушится, когда она случайно становится свидетелем того, как конгрессмен берёт взятку. |            |                                                                |                          |                                                                                 |                  |             |                     |
| 38 | 3          | «Когда Фландерс обанкротился» «When Flanders Failed»           | Джим Рирдон              | Джон Витти                                                                      | 3 октября 1991   | 7F23        | 22,8                |
| Нед Фландерс устраивает вечеринку, на которой объявляет, что решил открыть собственный бизнес – «Лефториум» – магазин, в котором продаются товары и инструменты для левшей… |            |                                                                |                          |                                                                                 |                  |             |                     |
| 39 | 4          | «Барт убийца» «Bart the Murderer»                              | Рич Мур                  | Джон Шварцвельдер                                                               | 10 октября 1991  | 8F03        | 20,8                |
| Когда Барт падает на скейте на лестничную клетку Социального Клуба Узаконенных Бизнесменов, он присоединяется к очень плохой компании – Спрингфилдской Мафии. Вскоре он становится помощником Жирного Тони, Луи, Джоя и других парней, которые принимают его на работу в качестве бармена и мальчика на побегушках… Приглашённые звёзды: Джо Мантенья и Нил Патрик Харрис |            |                                                                |                          |                                                                                 |                  |             |                     |
| 40 | 5          | «Гомер угадал» «Homer Defined»                                 | Марк Киркленд            | Говард Гевиртц                                                                  | 17 октября 1991  | 8F04        | 20,6                |
| Во время почти неизбежного взрыва Спрингфилдской АЭС Гомер отчаянно нажимает кнопки на пульте безопасности, пока не угадывает правильную комбинацию и предотвращает опасность… Приглашённые звёзды: Мэджик Джонсон, Чик Хирн и Джон Ловитц |            |                                                                |                          |                                                                                 |                  |             |                     |
| 41 | 6          | «Любить отца, любить клоуна» «Like Father, Like Clown»         | Джеффри Линч и Брэд Бёрд | Джей Коген и Уоллес Володарский                                                 | 24 октября 1991  | 8F05        | 20,2                |
| Во время обеда в доме Симпсонов Клоун Красти рассказывает, что он – блудный сын Ортодоксального Еврейского Раввина. Оказывается, что отец Красти, Раввин Крастофски, никогда не благословлял профессию сына… Приглашённые звёзды: Джеки Мейсон |            |                                                                |                          |                                                                                 |                  |             |                     |
| 42 | 7          | «Дом ужасов 2» «Treehouse of Horror II»                        | Джим Рирдон              | Эл Джин, Майк Рейсс, Джефф Мартин, Джордж Мейер, Сэм Саймон и Джон Шварцвельдер | 31 октября 1991  | 8F02        | 20                  |
| В Хеллоуин, объевшись конфет, Барт, Лиза и Гомер видят во сне кошмары. Кошмар Лизы — Симпсоны посещают Марокко и находят обезьянью лапу, которая исполняет все их желания – с ужасающими последствиями… Кошмар Барта — Спрингфилдцы должны думать о счастливом, или испытают на себе силы извращённого воображения Барта… Кошмар Гомера — Мистер Бёрнс убивает Гомера, чтобы перенести его мозг в робота для создание супер эффективного рабочего.                                                                                                 |            |                                                                |                          |                                                                                 |                  |             |                     |
| 43 | 8          | «Лизина пони» «Lisa’s Pony»                                    | Карлос Баэза             | Эл Джин и Майк Рейсс                                                            | 7 ноября 1991    | 8F06        | 23                  |
| Когда Гомер в очередной раз разочаровывает Лизу, он старается вернуть любовь и уважение дочери – он покупает ей пони… Приглашённые звёзды: Фрэнк Уэлкер |            |                                                                |                          |                                                                                 |                  |             |                     |
| 44 | 9          | «Субботы грома» «Saturdays of Thunder»                         | Джим Рирдон              | Дэвид Айзекс и Кен Левин                                                        | 14 ноября 1991   | 8F07        | 24,7                |
| Барт увлекается соревнованиями по гоночным мыльницам, в то время как Гомер начинает понимать, что он не столь хороший отец, как он думал… |            |                                                                |                          |                                                                                 |                  |             |                     |
| 45 | 10         | «Горючий Мо» «Flaming Moe’s»                                   | Рич Мур и Алан Смарт     | Роберт Коэн                                                                     | 21 ноября 1991   | 8F08        | 23,9                |
| Гомер изобретает необычный спиртной напиток, который называет «Горючий Гомер». Он настолько хорош, что Mo крадёт рецепт, и переименовывает в «Горючий Mo», и хорошо на этом зарабатывает. Приглашённые звёзды: Aerosmith |            |                                                                |                          |                                                                                 |                  |             |                     |
| 46 | 11         | «Бёрнс продаёт электростанцию» «Burns Verkaufen der Kraftwerk» | Марк Киркленд            | Джон Витти                                                                      | 5 декабря 1991   | 8F09        | 21,1                |
| Мистер Бёрнс продает Спрингфилдскую АЭС за 100 миллионов долларов. Покупатели – два богатых немецких инвестора, которые быстро увольняют Гомера, оставляя других служащих, обнаруживают многочисленные повреждения и нарушения на АЭС и понимают, что ремонт их разорит… Приглашённые звёзды: Фил Хартман |            |                                                                |                          |                                                                                 |                  |             |                     |
| 47 | 12         | «Я женат на Мардж» «I Married Marge»                           | Джеффри Линч             | Джефф Мартин                                                                    | 26 декабря 1991  | 8F10        | 21,9                |
| Гомер и Мардж рассказывают Барту и Лизе про свои юные годы, возвращаясь в 1980 год… |            |                                                                |                          |                                                                                 |                  |             |                     |
| 48 | 13         | «Радио Барта» «Radio Bart»                                     | Карлос Баэза             | Джон Витти                                                                      | 9 января 1992    | 8F11        | 24,2                |
| Гомер покупает Барту на День рождения микрофон. Барт думает, что это – самый неудачный подарок в мире, пока не понимает, что он может устроить с ним много хулиганских шуток… Приглашённые звёзды: Стинг |            |                                                                |                          |                                                                                 |                  |             |                     |
| 49 | 14         | «Лиза-грек» «Lisa the Greek»                                   | Рич Мур                  | Джей Коген и Уоллес Володарский                                                 | 23 января 1992   | 8F12        | 23,2                |
| Гомер обнаруживает, что Лиза имеет странную способность угадывать победителей футбольных матчей. Скоро они оба проводят каждый воскресный полдень вместе, делая ставки на футбольные команды, и выигрывают. |            |                                                                |                          |                                                                                 |                  |             |                     |
| 50 | 15         | «Гомер один» «Homer Alone»                                     | Марк Киркленд            | Дэвид Стерн                                                                     | 6 февраля 1992   | 8F14        | 23,7                |
| У Мардж нервный срыв и её отправляют на курорт «Ранчо Покой» для небольшого, но весьма необходимого отдыха и расслабления. В то время как она балует себя, Гомер отправляет Барта и Лизу к их тёткам Пэтти и Сельме, но сам должен заботиться о Мэгги. Приглашённые звёзды: Фил Хартман |            |                                                                |                          |                                                                                 |                  |             |                     |
| 51 | 16         | «Барт — любовник» «Bart the Lover»                             | Карлос Баэза             | Джон Витти                                                                      | 13 февраля 1992  | 8F16        | 20,5                |
| Когда Барт надолго остаётся после уроков, он обнаруживает, что его учительница, миссис Крабаппл, поместила личное объявление, в поисках любви. Думая, что было бы забавно её обмануть, Барт пишет ей любовное письмо под именем «Вудро». Приглашённые звёзды: Марсия Уоллес |            |                                                                |                          |                                                                                 |                  |             |                     |
| 52 | 17         | «Гомер и алюминиевая бита» «Homer at the Bat»                  | Джим Рирдон              | Джон Шварцвельдер                                                               | 20 февраля 1992  | 8F13        | 24,6                |
| Мистер Бёрнс ставит миллион долларов в споре со своим главным соперником Аристотелем Амадополисом, что команда Спрингфилдской АЭС победит команду Шельбивильской Атомной электростанции на софтбольном матче. Чтобы обеспечить победу, Бёрнс нанимает множество спортсменов, включая профессиональных бейсболистов, чтобы заменить ими работников станции, которых он выгнал из команды. Приглашённые звёзды: Дэррил Строберри, Кен Гриффи младший, Стив Сакс, Роджер Клеменс, Хосе Кансэко, Дон Маттингли, Оззи Смит, Уейд Боггз и Майк Слайосциа |            |                                                                |                          |                                                                                 |                  |             |                     |
| 53 | 18         | «Разные призвания» «Separate Vocations»                        | Джеффри Линч             | Джордж Мейер                                                                    | 27 февраля 1992  | 8F15        | 23,7                |
| После прохождения тестов на предрасположенность к той или иной профессии Лиза обнаружила, что наиболее подходящая для неё специальность – домработница, в то время как Барту светило будущее офицера полиции. Приглашённые звёзды: Стив Аллен |            |                                                                |                          |                                                                                 |                  |             |                     |
| 54 | 19         | «Собака и смерть» «Dog of Death»                               | Джим Рирдон              | Джон Шварцвельдер                                                               | 12 марта 1992    | 8F17        | 23,4                |
| Маленький Помощник Санты отправляется в больницу для срочной операции. Гомер, видя, насколько все – включая его самого – любят собаку, он решает найти способ заплатить 750 долларов за операцию… |            |                                                                |                          |                                                                                 |                  |             |                     |
| 55 | 20         | «Полковник Гомер» «Colonel Homer»                              | Марк Киркленд            | Мэтт Грейнинг                                                                   | 26 марта 1992    | 8F19        | 25,5                |
| Гомер и Мардж ссорятся после посещения скучного кинофильма, и сердитый Гомер уезжает из дома. В сельском баре он знакомится с Ларлин Лампкин, певицей в стиле кантри. Гомеру нравится, как она поёт, и он становится ее менеджером. Приглашённые звёзды: Беверли Д'Анджело |            |                                                                |                          |                                                                                 |                  |             |                     |
| 56 | 21         | «Чёрный вдовец» «Black Widower»                                | Дэвид Силверман          | Сюжет : Сэм Саймон, Томас Честейн Телесценарий : Джон Витти                     | 9 апреля 1992    | 8F20        | 17,3                |
| Сельма соглашается выйти замуж за её тюремного приятеля по переписке, Сайдшоу Боба. Барт напуган перспективой иметь такого дядю, так как Боб поклялся, что он отомстит Барту… Приглашённые звёзды: Келси Грэммер |            |                                                                |                          |                                                                                 |                  |             |                     |
| 57 | 22         | «Шоу Отто» «The Otto Show»                                     | Уэсли Арчер              | Джефф Мартин                                                                    | 23 апреля 1992   | 8F21        | 17,5                |
| После того как группа Spinal Tap срывает бурные аплодисменты, Барт решает научиться играть на электрогитаре. Играть оказывается тяжелее, чем думал Барт, и он расстраивается, когда видит, как хорошо играет водитель школьного автобуса Отто… Приглашённые звёзды: Кристофер Гест и Майкл Маккин |            |                                                                |                          |                                                                                 |                  |             |                     |
| 58 | 23         | «Друг Барта влюбился» «Bart’s Friend Falls in Love»            | Джим Рирдон              | Джей Коген и Уоллес Володарский                                                 | 7 мая 1992       | 8F22        | 19,5                |
| Милхаус Ван Хутен влюбляется в новую девочку, Саманту Стэнки. Барт ревнует и злится, что Милхаус проводит с Самантой очень много времени. Барт строит заговор, чтобы разлучить их… Приглашённые звёзды: Кимми Робертсон |            |                                                                |                          |                                                                                 |                  |             |                     |
| 59 | 24         | «Брат, одолжи монетку» «Brother, Can You Spare Two Dimes?»     | Рич Мур                  | Джон Шварцвельдер                                                               | 27 августа 1992  | 8F23        | 17,2                |
| Сводный брат Гомера Герб Пауэлл возвращается. После того, как Гомер разорил его автомобильную компанию, Герб стал бомжом. Однако, с небольшой помощью Мэгги, он сделал изобретение, которое может поднять его на вершину. Приглашённые звёзды: Дэнни Де Вито и Джо Фрейзер |            |                                                                |                          |                                                                                 |                  |             |                     |

## DVD-релиз
| Третий сезон | | | |
| Подробно | Подробно | Подробно | Дополнительно |
| - 24 серии - 4 диска - Соотношение сторон – 1.33:1 - Языки: - Английский (Dolby Digital 5.1, с субтитрами) - Испанский (Dolby Digital 2.0 Surround) - Французский (Dolby Digital 2.0 Surround) | - 24 серии - 4 диска - Соотношение сторон – 1.33:1 - Языки: - Английский (Dolby Digital 5.1, с субтитрами) - Испанский (Dolby Digital 2.0 Surround) - Французский (Dolby Digital 2.0 Surround) | - 24 серии - 4 диска - Соотношение сторон – 1.33:1 - Языки: - Английский (Dolby Digital 5.1, с субтитрами) - Испанский (Dolby Digital 2.0 Surround) - Французский (Dolby Digital 2.0 Surround) | - Комментарии ко всем 24 эпизодам и 4 скрытых комментария Эла Джина и Майка Рейсса. - Дополнительные треки к серии «Colonel Homer» - Сюжеты - Реклама - Неудачные дубляжи - Ролик из парада Macy’s Thanksgiving Day Parade (1991) с шаром-Бартом. - 11 песен - Видео на других языках - Непоказанная реклама к серии «Colonel Homer» |
| Дата выпуска | | | - Комментарии ко всем 24 эпизодам и 4 скрытых комментария Эла Джина и Майка Рейсса. - Дополнительные треки к серии «Colonel Homer» - Сюжеты - Реклама - Неудачные дубляжи - Ролик из парада Macy’s Thanksgiving Day Parade (1991) с шаром-Бартом. - 11 песен - Видео на других языках - Непоказанная реклама к серии «Colonel Homer» |
| Регион 1 | Регион 2 | Регион 4 | - Комментарии ко всем 24 эпизодам и 4 скрытых комментария Эла Джина и Майка Рейсса. - Дополнительные треки к серии «Colonel Homer» - Сюжеты - Реклама - Неудачные дубляжи - Ролик из парада Macy’s Thanksgiving Day Parade (1991) с шаром-Бартом. - 11 песен - Видео на других языках - Непоказанная реклама к серии «Colonel Homer» |
| 26 августа 2003 | 6 октября 2003 | 22 октября 2003 | - Комментарии ко всем 24 эпизодам и 4 скрытых комментария Эла Джина и Майка Рейсса. - Дополнительные треки к серии «Colonel Homer» - Сюжеты - Реклама - Неудачные дубляжи - Ролик из парада Macy’s Thanksgiving Day Parade (1991) с шаром-Бартом. - 11 песен - Видео на других языках - Непоказанная реклама к серии «Colonel Homer» |